# Bobby Lee Hurt
Bobby Lee Hurt (Huntsville, 6 dicembre 1961) è un ex cestista statunitense, professionista in Turchia, in Italia e in Spagna.

## Carriera
Dotato di grandi mezzi fisici ed atletici, Bobby Lee Hurt inizia a giocare nell'università dell'Alabama, stato dove nasce e vive. Successivamente viene scelto al secondo giro nel Draft NBA 1985 che nel Draft NBA 1986 dai Golden State Warriors ma sceglie di trasferirsi in Europa nella squadra turca del Tofaş Spor Kulübü. Dopo una parentesi nella CBA torna in Europa a Torino, Tenerife e Trapani, dove in coppia con Reggie Johnson, porta il club per la prima volta in Serie A1.
Torna a Bursa, squadra che l'aveva accolto al suo primo campionato europeo. La sua carriera continia in Israele, Corea e Birmania.

## Palmarès
- McDonald's All-American Game (1981)